# U-153 (1941)
U-153 — большая океанская немецкая подводная лодка типа IX-C, времён Второй мировой войны. 
Заказ на постройку лодки был отдан судостроительной компании АГ Везер в Бремене 25 сентября 1939 года. Лодка была заложена 12 сентября 1940 года под строительным номером 995, спущена на воду 5 апреля 1941 года, вошла в строй 1 июля 1941 года под командованием корветтен-капитана Вилфреда Рейхманна. 19 июля лодка вошла в состав учебной 4-й флотилии. 18-30 мая 1942 года лодка совершила боевой поход, пройдя из Киля в Лорьян. С 1 июня вошла в состав 2-й флотилии. 6 июня 1942 года лодка вышла из Лорьяна в боевой поход к берегам Америки. 6 июля в Карибском море подверглась атаке самолёта типа A-20A. 13 июля 1942 года лодка была потоплена глубинными бомбами неподалёку от Колона (Панама) в результате атаки эсминца ВМС США USS Lansdowne. Все 52 члена экипажа погибли.Лодка потопила 3 судна (16 186 брт).